# Elymus lanceolatus
Elymus lanceolatus är en gräsart som först beskrevs av Frank Lamson Scribner och Jared Gage Smith, och fick sitt nu gällande namn av Gould. Elymus lanceolatus ingår i släktet elmar, och familjen gräs. Inga underarter finns listade i Catalogue of Life.